# Gregory Nicotero

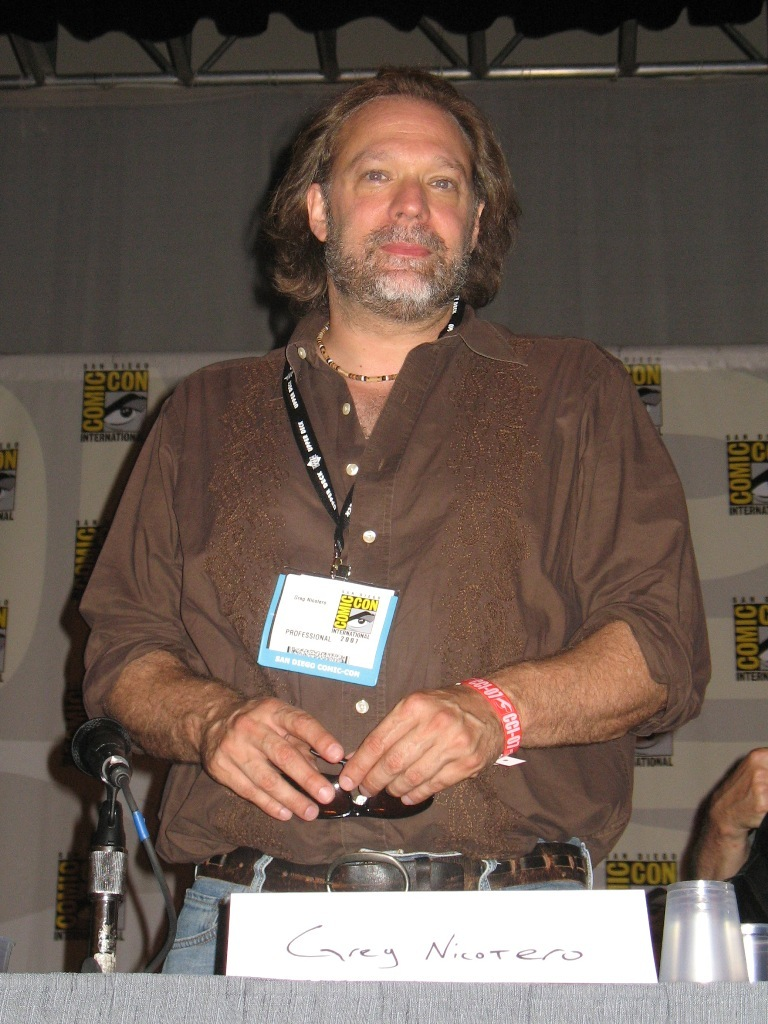
Gregory Nicotero

Gregory Nicotero, född 15 mars 1963 i Pittsburgh, Pennsylvania, är en amerikansk TV-producent, makeupexpert och regissör.
Greg Nicotero började sin karriär med Day of the Dead där han var en av Tom Savinis assistenter på specialeffektsplanet.
Han var sedan med och jobbade med specialeffekterna till Evil Dead 2. Därefter valde han att starta sin egen specialeffektsgrupp KNB Efx Group Inc.
Han arbetar för närvarande som exekutiv producent och regissör för TV-serien The Walking Dead. Nicotero har regisserat 31 avsnitt av The Walking Dead.